# Slovenske Konjice
Slovenske Konjice (em alemão:  Gonobitz) é um município da Eslovênia. A sede do município fica na localidade de mesmo nome.